# Ludanice
Ludanice es un municipio del distrito de Topoľčany en la región de Nitra, Eslovaquia, con una población estimada a final del año 2024 de 1719 habitantes.
Se encuentra ubicado al norte de la región, cerca del río Nitra (cuenca hidrográfica del Danubio) y de la frontera con las regiones de Trnava y Trenčín.

## Demografía
| Año        | 1994 | 2004    | 2014    | 2024    |
| ---------- | ---- | ------- | ------- | ------- |
| Población  | 1887 | 1836    | 1848    | 1719    |
| Diferencia |      | −2,70 % | +0,65 % | −6,98 % |

| Año        | 2023 | 2024    |
| ---------- | ---- | ------- |
| Población  | 1723 | 1719    |
| Diferencia |      | −0,23 % |